# アローン・アゲイン (ポール・ブレイのアルバム)
『アローン・アゲイン』(Alone, Again) は、ポール・ブレイのピアノ・ソロによるアルバムで、1974年にノルウェーで録音され、1975年にブレイが主宰するインプロヴァイジング・アーティスツから1975年にリリースされた。

## 評価
| 専門評論家によるレビュー            | 専門評論家によるレビュー |
| レビュー・スコア                    | レビュー・スコア         |
| 出典                                | 評価                     |
| ----------------------------------- | ------------------------ |
| AllMusic                            | [ 2 ]                    |
| The Rolling Stone Jazz Record Guide | [ 3 ]                    |

オールミュージック (AllMusic) は、このアルバムを星3つと評価し、「ブレイはもっぱらピアノの中心にとどまって、軽快な旋律を生み出し、そこから色々な方向に展開させたり、魅力的な対位法を聞かせたりする。知的で、ときどき堅いが、ダレたりバラバラになったりはしない」と述べている。

## 日本盤
日本盤は1977年にLPでインプロヴァイジング・アーティスツからリリースされた。その後、1988年にDIWからCDがリリースされ、2003年にはインプロヴァイジング・アーティスツからCDが再発売された。

## トラックリスト
特記のない曲は、ポール・ブレイの作品である。
1. オジョス・デ・ガト (Ojos de Gato)（カーラ・ブレイ）- 4:29
2. バラッド (Ballade) - 5:54
3. アンド・ナウ・ザ・クイーン (And Now the Queen)（カーラ・ブレイ）- 3:06
4. グラッド (Glad) - 5:08
5. ラヴァーズ (Lovers) - 5:34
6. ドリームス (Dreams)（アネット・ピーコック）- 5:57
7. エクスプラネーションズ (Explanations) - 6:48

## パーソネル
- ポール・ブレイ - ピアノ